# 放血

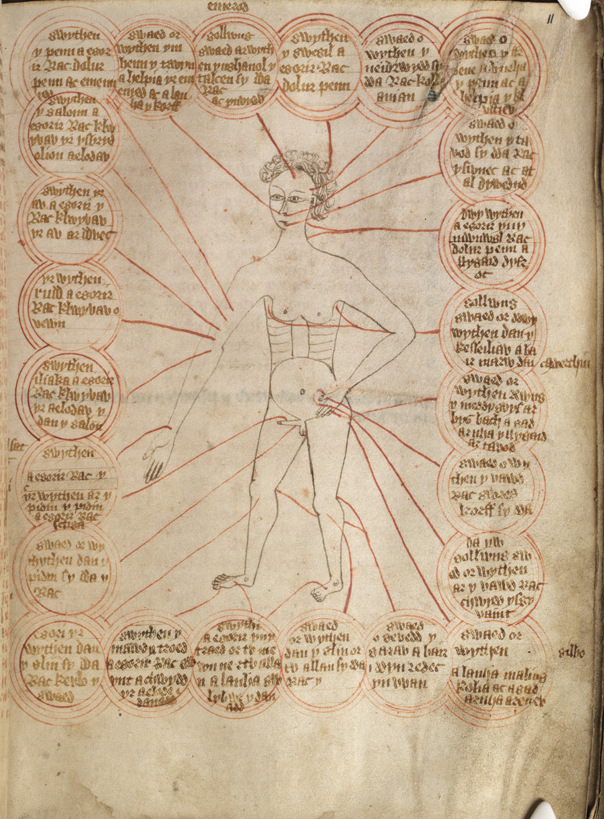
显示人体不同放血点以对应治疗不同疾病的挂图，约1310年–1320年

放血是将人的血液放出，以治疗、预防或者诊断疾病的替代医学疗法。放血在西方和中东的理论基础是古代医学的體液學說系统。该系统认为如果体液在人体内失去平衡，则会导致疾病，故适时释放出多余的体液。放血是自古代至近代外科医生最常实施的治疗手段，在欧洲，放血疗法甚至持续到19世纪末。在现代医学中，除在极少数情况下被用于暂时治疗一些疾病外，放血这一实践基本已被摒弃。可以想象，在古代缺少治疗高血压的方法时，放血可以以减少血量的方式来暂时降低血压。然而，高血压通常并无症状，没有现代医学技术则无法诊断，所以这一治疗效果在当时实际上为无意而为。在占压倒性多数的案例上，放血是对病人有害的。
在现代，静脉采血通常用于实验室血液分析，或者备用输血。治疗性采血则可在特定情况下，如血色沉著病第一型、真性红细胞增多症或迟发性皮肤卟啉病，通过采取定量的血液来减少红细胞数目。放血作为一种传统医疗实践，在今日通常被视作伪科学。然而，放血在中医学和阿育吠陀等替代医学中仍被人在以各种形式、不同程度上使用。

## 古代

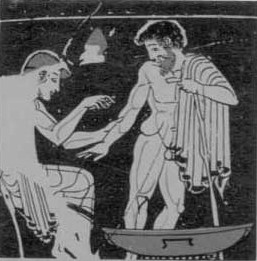
古希腊花瓶上的绘画中一位医师为病人放血

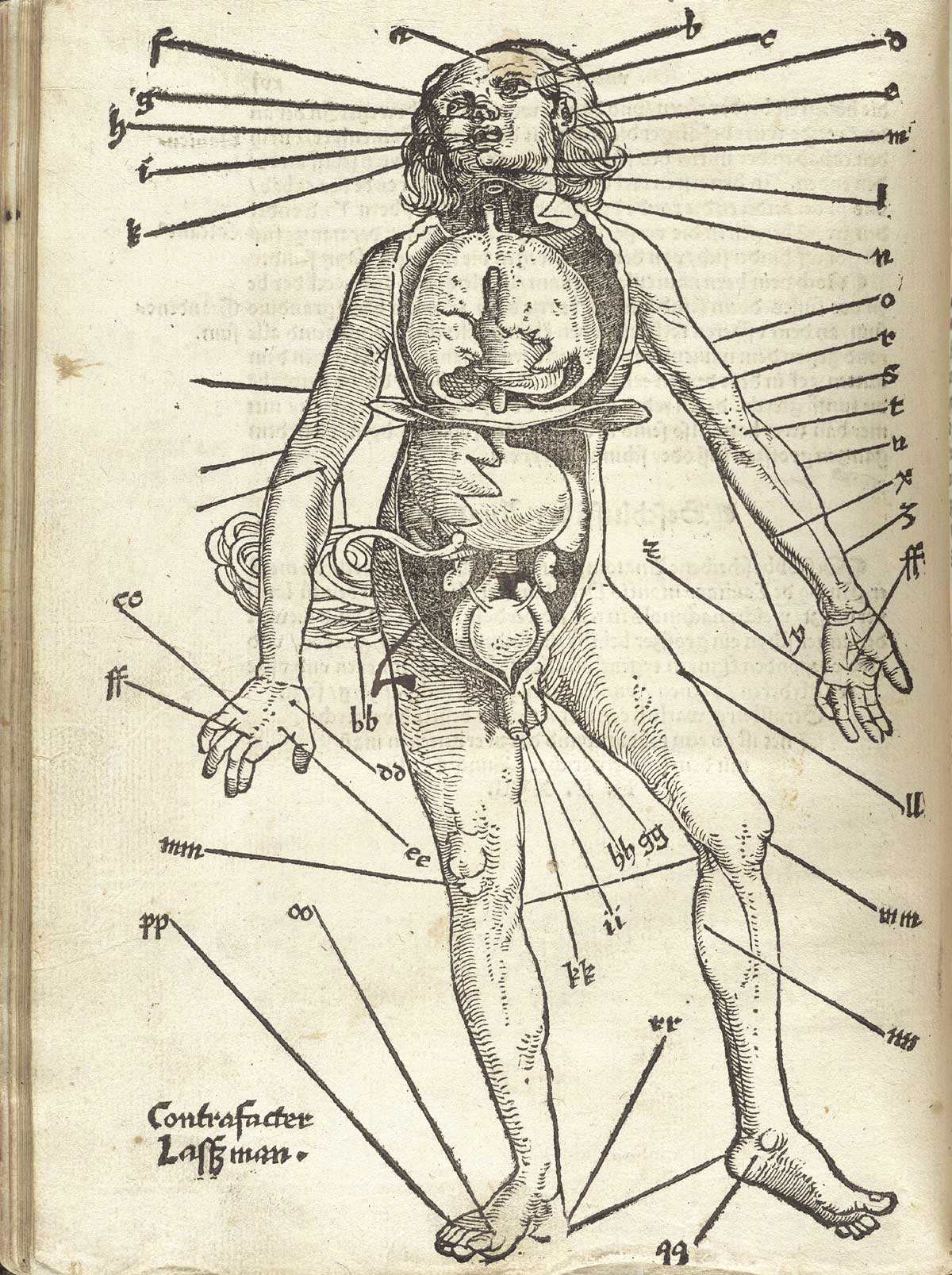
汉斯·冯·戈斯多夫医生著作《战场外伤治疗法》中的放血点示意图，1517年

在公元前五世纪的古希腊，在希波克拉底提到过放血，但他更多地提倡节食疗法。埃拉西斯特拉图斯推测许多疾病是由过多的血液引起的，并建议这些疾病应通过运动，出汗，减少食物摄取和呕吐来治疗的。希罗菲卢斯则主张放血。阿奇埃加瑟斯是最早在古罗马行医的希腊医生之一，也相信放血的价值。
让病人通过出血而恢复健康的假设，建立在当时对女性月经过程的理解上：希波克拉底认为月经运作是为了“净化体液不良的女性”。在罗马帝国期间，赞成希波克拉底教义的希腊医师盖伦主张由医生实施放血。盖伦的观点加强了古地中海地区放血的流行。他发现不仅是静脉，动脉也充满了血液，而不是当时人们通常所认为的气。盖伦的放血治疗系统有两个重要概念：首先是血液会被创造然后用完；它并不循环，因此它可能“瘀滞”在四肢。其二是体液平衡是疾病或健康的基础，四种体液分别是血、痰、黑胆汁和黄胆汁，分别与气、水、土和火四种希腊古典元素相对应。盖伦认为，血液占四者主导地位，也是最需要控制的体液。为了平衡血压，医生要么从患者身上去除“过量的”血液，要么给他们催吐药物以诱导呕吐，或者使用利尿剂引起排尿。
盖伦根据病人的年龄、体质，以及季节、天气和地点，创造了一个复杂的系统，决定应该排除多少血液。在这个系统上，自己动手放血的步骤也可以指定。血液过量的症状据信包括发烧、中风和头痛。要被放掉的血液有着一些由疾病而决定的特定性质：或动脉或静脉，距离受影响的身体部位或近或远。他把不同的血管与不同的器官联系起来：例如，右手静脉会治疗肝脏问题，左手静脉治疗脾脏问题。疾病越严重，放血就应该越多。病人若发烧则需要大量的放血。

## 中世纪
犹太教圣书《塔木德》建议在每周的某个特定日子和某个月的特定日子放血。在基督教著作中也可以找到类似的规则，尽管编纂较少，但可以发现哪些圣徒的纪念日有利于放血。在中世纪的时候，放血图是常见的，在人体上标出特定的放血部位，与行星和黄道星座相对应。 伊斯兰医学界也建议采用放血，特别是发烧，并按照阴历的月份以及月相而进行。这一做法很可能是通过将古代希腊文本翻译成阿拉伯文来传播的，而不同于穆罕默德在《圣训》中提到的拔罐放血（‎，Hijama）这一方式。当穆斯林的医学理论在欧洲的拉丁语国家出名后，放血变得更为普遍。放血加上烧灼疗法，是阿拉伯手术的核心。在伊本·西那的《医典》中为核心，宰赫拉威的《医学宝鉴》则特别推荐。放血在古印度的阿育吠陀书籍中也有记载，称为Susruta Samhita。

## 持续到19世纪

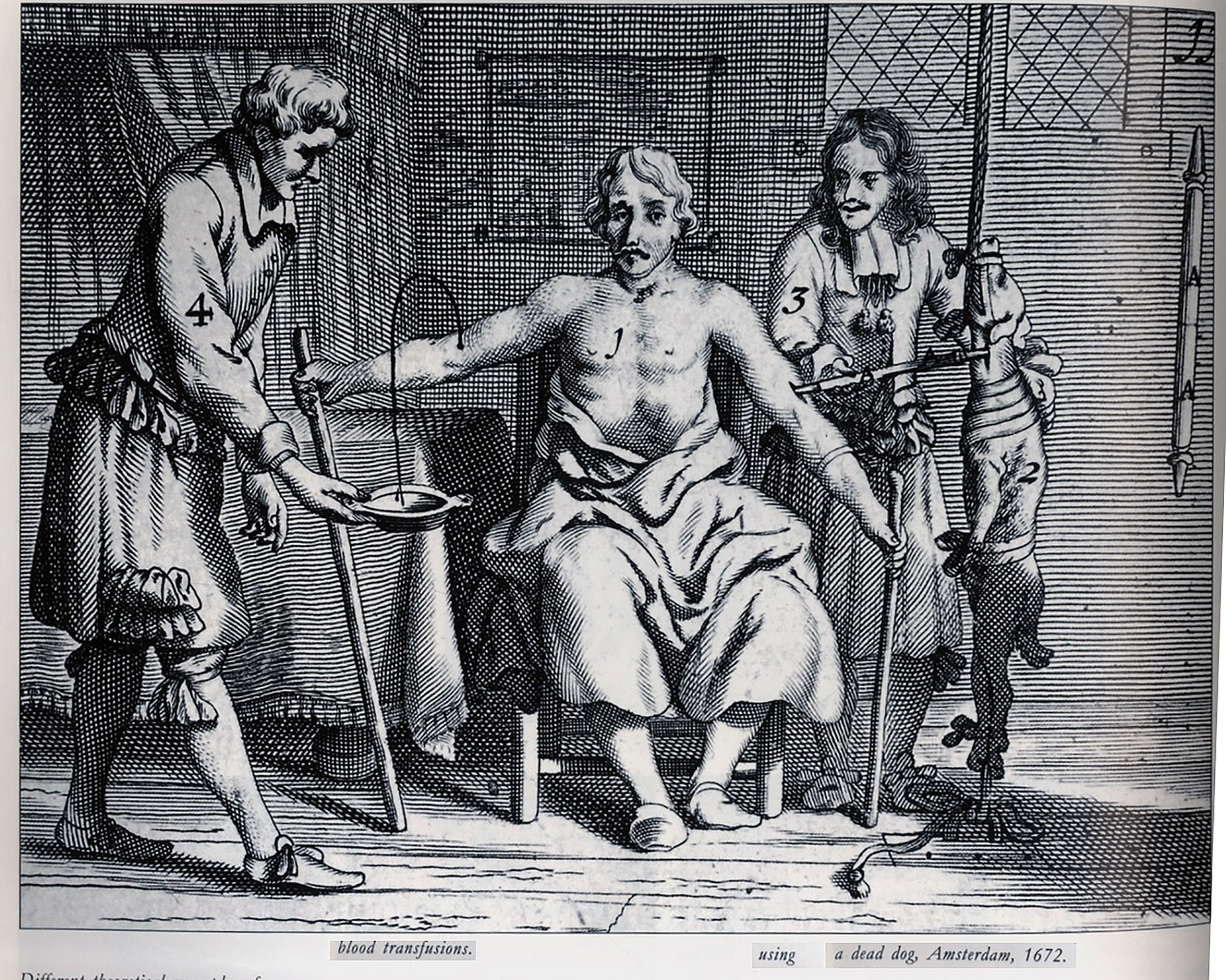
Johannes Scultetus，Armamentarium Chirurgicum, 1693 — 图解放血及羊血输血

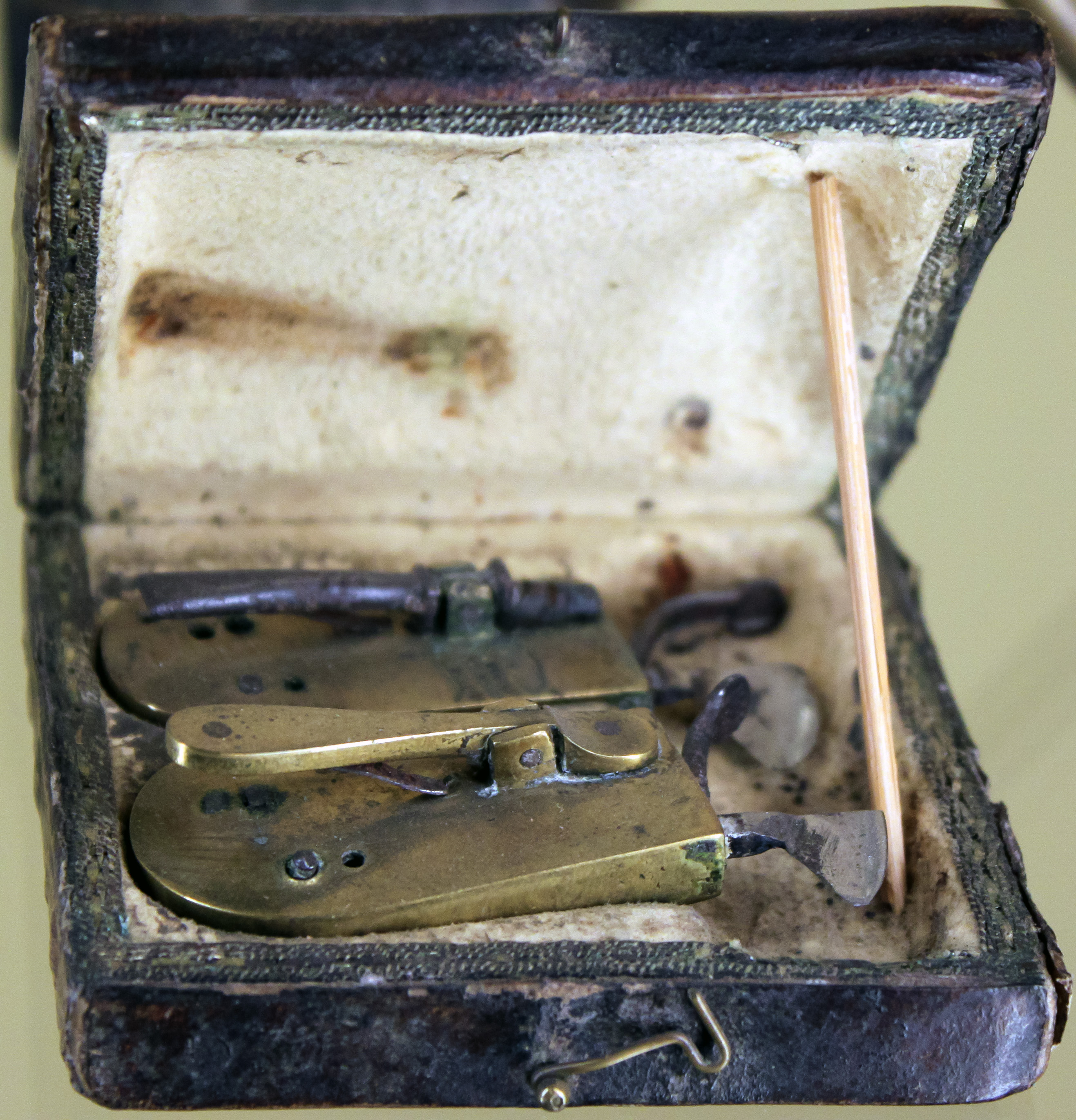
19世纪初理发医师的放血套装，藏于柏林麦克雪博物馆

即使在体液学说遭到摒弃后，外科医生和理发医师仍在继续放血这种做法。与之前的区别则是放血常被医生推荐，而实际上由理发师进行。这也逐渐导致了内科医生和外科医生之间产生区别。如今仍然在理发店门口使用的的红白条纹旋转杆即是源于理发医师这种做法：红色象征血液，白色象征绷带。放血被用来“治疗”各种各样的疾病，成为几乎所有疾病的标准治疗方法，并应用在预防疾病上。
放血也采用了许多不同的方法。最常见的是刺络法，即静脉切开术（当时常称为“静脉呼吸”），该法从一个或多个较大的外部静脉（如前臂或颈部的静脉）中释放血液。而在动脉切开术中，甚至动脉则会被刺破，虽然一般只刺在太阳穴。在划破法中（与现代的疤痕艺术不同），皮肤“浅表”的血管受到破坏，手术工具常常包括注射器、弹簧刺血针或装有热空气的玻璃杯（即湿法拔罐）。19世纪还有一种特别的放血工具，称为放血划刀。它有一个弹簧加载的机构，带有齿轮，通过前盖上的狭缝将刀片以圆周运动的方式卡入。外套是由黄铜铸成，机关和刀片则是钢制。一个刀杆齿轮有滑动的齿，转动叶片的方向不同于其他的杆。
威廉·哈维在1628年推翻了这种做法的基础，并且引进了科学医学方法。此法使得皮埃尔·查尔斯·亚历山大·路易（Pierre Charles Alexandre Louis）在19世纪30年代成功证明，静脉放血对于治疗肺炎和各种发烧完全无效。尽管如此，1838年，伦敦皇家内科医学院的一位讲师仍然讲到：“放血是一种治疗措施，如果适时适度地使用这种措施，几乎不可能对其过高估计”，路易医生本人则受到弗朗索瓦-約瑟夫-維克托·布魯塞的抵抗，该医生曾推荐一次使用五十个水蛭。其他医生拒绝路易研究的原因是，他们“不想因为别人的数字来放弃由传统和自己的经验所证实的疗法”。
放血在当时几乎可以用来治疗所有的疾病，根据一本英国医学书籍，包括：哮喘、癌症、霍乱、昏迷、惊厥、糖尿病、癫痫、坏疽、痛风、疱疹、消化不良、黄疸、黄疸、麻风、眼炎、瘟疫、肺炎、坏血病、天花、中风、破伤风、肺结核，还有其他一百多种疾病。放血甚至用于治疗大多数形式的出血，如流鼻血，月经过多或痔出血。在手术前或分娩开始时，医生也会取出血液以防止炎症。在截肢之前，习惯上去掉一定数量的血液，其数量相当于要去除的肢体中流通的量。
19世纪初，使用水蛭来放血则特别流行。在19世纪30年代，法国每年为医疗目的进口约四千万只水蛭，而在其后十年，英国每年从法国进口六百万只水蛭。直至20世纪初，整个欧洲的医生使用了数以亿计的水蛭。人们认为可以引起晕厥的放血是有益的，甚至其实许多疗程在直到患者昏厥后才会结束。
一个典型的医疗过程是在1824年7月13日上午开始的。一名法国中士在一次战斗中被刺穿胸部，几分钟之内，他因失血而晕倒。到达当地医院后，他立即被抽血20盎司（570毫升）“来防止发炎”。在夜间，他又被抽出了24盎司（680毫升）。第二天清早，主要外科医生又给患者抽了10盎司（285毫升）。在接下来的14个小时里，他又被放了五次血。医务人员因此刻意除去了患者一半以上的正常血液供应——不含造成中士昏迷的最初失血量。放血在接下来的几天持续进行。7月29日，伤口已经发炎。内科医生将32个水蛭应用于伤口最敏感的部位。在接下来的三天里，更多地放血和40多只水蛭被应用。中士随后恢复健康并于10月3日出院。他的医生写道，“通过大量失血，总计170盎司【近11品脱（4.8公升）】，另外水蛭也被应用【也许另外两个品脱（1.1升）】，病人性命被保住”。 按照19世纪的标准，在一个月内十三品脱的放血量是一个很大但并非特殊的数字。这个时期的医学文献包含了许多类似的记载——一些为成功案例，另一些则不是。
在18世纪新生的美国，放血也很流行。美国独立宣言签署者之一的本杰明·拉什认为动脉的状态是疾病产生的关键，他所建议的放血水平甚至在当时都被认为过高。在1799年，乔治·华盛顿在受到风寒引起喉咙感染后被医生大量放血，至他死亡前的这十个小时内，共有124-126盎司（3.75升）的血液被放出，本来病情并不严重的华盛顿最终因为失血过多而死。
在17世纪的欧洲，虽然解剖知识、手术和诊断技能已大幅提高，但治愈疾病的关键仍然是难以捉摸的，这也是放血（或当时称“清洗”）持续流行的一个原因。而根本问题是，人们相信，宁愿接受任何处理，也强于什么都不做。放血对患者的心理益处（安慰剂效应）有时可能超过其引起的实际生理问题。19世纪法国医生皮埃尔·路易（Pierre Louis）博士证明放血对肺炎无疗效，这一实验结果使得放血渐渐失宠。一些其他无效或有害的“治疗方法”则成为了当时的安慰剂，包括动物磁学（Animal magnetism，非生物磁学）在内的各种新“电力技术”，许多药剂、滋补剂和酏剂。然而，放血在19世纪依然存在的部分原因是，任何社会经济地位的人都可以随时来放血。

## 争议和20世纪的使用

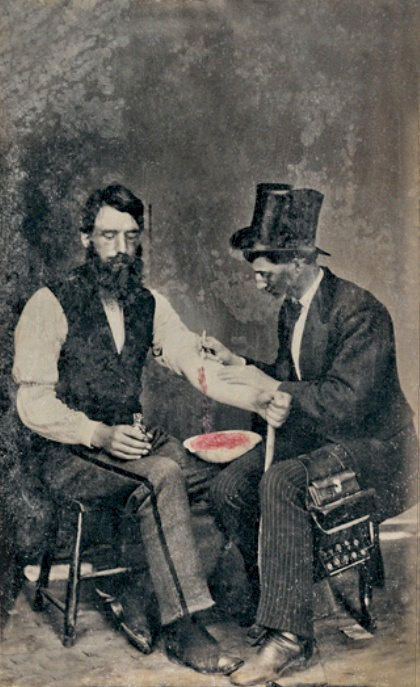
一张在1860年放血的照片。目前仅存三张放血手术程序照片。

放血的使用在19世纪逐渐减少，以至于在大多数地方变得非常罕见。而这甚至在对放血的有效性进行彻底辩论之前：在爱丁堡的医学界，放血在理论上受到挑战之前就被放弃了，医生生理学家约翰·休斯·本内特（John Hughes Bennett）表示放血已被废除，因为不起作用。奥斯丁·弗林特一世，海兰·科森（Hiram Corson）和威廉·奥斯勒等权威人士在19世纪80年代以后成为主要的放血支持者，无视贝内特之前的预设。这些倡导者把放血当作一种正统的医疗实践，尽管其已普遍不受欢迎。一些医师认为放血仍对于一些有限的目的有效，例如“清除”被感染的或虚弱的血液，或其“可使出血停止”，并在1871年发起“公平鉴定放血疗法”的呼吁。19世纪一些研究者根据统计方法收集数据来评估治疗有效性，而不鼓励放血。但与此同时，菲利普·派伊-史密斯（Philip Pye-Smith）等人的出版物则以科学的理由为流血辩护。
放血一直持续到20世纪，并在威廉·奥斯勒爵士（Sir William Osler）1923年的教科书《医学原理与实践》（The Principles and Practice of Medicine）中推荐。

## 采血
今天对于大多数疾病来说，放血是无效的。甚至是非常有害的，因为它可以削弱病人而促进感染。现时仅在一些血液红细胞过多、或血液里铁含量过高的患者中作为辅助治疗，例如包括血色病和真性红细胞增多症。然而，这些罕见的疾病在现代科学医学出现之前是未知而无法诊断的，因此古代的放血也并不可视作治疗。现代的采血是由经过专门培训的医疗从业人员使用现代技术来实践的。在大多数情况下，现代采血是指为了诊断而采集少量的血液。然而，对于血色素沉着症这一现被认为是欧洲人群中最常见的遗传性血色病，定量放血、鼓励献血已成为主要的治疗选择。在美国，根据2010年在《输液护理杂志》上发表的一篇学术文章，静脉采血的主要用途是取血，而某天可以将这些血液回输给一个人，即献血。受血者在采血的时候并不一定要确定，但也有可能。

## 替代疗法
虽然放血作为一般的健康措施已被证明是有害的，但在阿育吠陀、尤那尼医学和中医学等替代医学体系中仍然在以不同的形式普遍存在着。其中尤那尼医学也是基于古希腊的体液学说，所以在这个系统中，放血也是用来纠正所谓的体液失衡。
中國古代啟脈、刺絡亦屬放血療法。因人为引起血液脱离体液循环，淤积于皮肤之下，因此不破坏皮肤表皮层的拔罐和刮痧有时也被视为放血疗法的一種。